# José Maria Rita de Castelo Branco
José Maria Rita de Castelo Branco Correia da Cunha Vasconcelos e Sousa, I conte di Figueira, (Salvaterra de Magos, 5 febbraio 1788 – Lisbona, 16 marzo 1872), è stato un militare e politico portoghese. Ha partecipato alla repressione della Rivoluzione Pernambucana del 1817 e in seguito è stato capitano generale del Rio Grande do Sul tra il 1818 e il 1820; in quest'ultimo ruolo ha condotto diverse operazioni militari contro le milizie orientali di Artigas al tempo dell'invasione della Banda Oriental, guidando le truppe luso-brasiliane nella decisiva battaglia di Tacuarembó.

## Biografia
Nato a Salvaterra de Magos da José Luís de Vasconcelos e Sousa, I marchese di Belas, e da Maria Rita de Castelo Branco Correia e Cunha, sposò nel 1801 Maria José de Mello Menezes e Silva, ereditiera dei maggioraschi di Figueira e Landeira. Nel 1810 gli fu conferito dal principe reggente Giovanni VI il titolo di conte di Figueira.
Trasferitosi in Brasile al seguito della corte reale, nel 1817 partecipò alla spedizione militare inviata a reprimere la rivoluzione scoppiata in Pernambuco; qui fece parte della commissione militare permanente incaricata di giudicare i rivoltosi.
Nominato capitano generale di Rio Grande do Sul nel 1818, in questo ruolo, durante l'invasione della Banda Oriental, venuto a conoscenza della presenza dell'esercito orientale sui confini a lui affidati radunò tutti i soldati che poté e comandò di persona la spedizione militare che avrebbe dovuto respingere il nemico. Il 22 gennaio 1820 attaccò di sorpresa l'accampamento orientale e lo distrusse in quella che fu chiamata battaglia di Tacuarembó. Lo scontro risultò decisivo per porre termine al conflitto. Dopo la morte della moglie nel 1818, si risposò in seconde nozze con la nobile ereditiera Maria Amália Machado de Mendonça Eça Castro Vasconcelos Orosco e Ribera.
Tornato in Portogallo a seguito del processo d'indipendenza brasiliano, Figueira ottenne nel 1826 la dignità di Pari del regno, guadagnandosi il diritto di sedere nella Camera alta; durante le Guerre Liberali fu a servizio dell'Infante Michele. Morì a Lisbona il 16 marzo 1872.